# Sainte-Croix-de-Jérusalem (titre cardinalice)
Le titre cardinalice de Sainte-Croix-de-Jérusalem est institué autour de 600 par le pape Grégoire Ier pour remplacer celui de la Via San Nicomede à Nomentana qu'il a supprimé. Selon le catalogue de Pietro Mallio, achevé au cours du pontificat du pape Alexander III, le titre est lié à la basilique Saint-Laurent-hors-les-Murs et ses prêtres y célèbrent la messe à tour de rôle.
Le titre cardinalice est attribué à un cardinal-prêtre et rattaché à la basilique Sainte-Croix-de-Jérusalem.

## Titulaires
| - Giovanni (?) (1012-avant 1033) - Amico senior, OSB (1088-environ 1120) - Amico junior, OSB (1120-1122) - Gerardo Caccianemici dell'Orso, (1122-1144), futur pape Lucius II - Thibaud (ou Théobald), OSB (1171-1178) - Ardoino (ou Arduino da Piacenza) (1178-environ 1184) - Domnus Albini (ou Albino da Milano) (1185-1189) - Leone Brancaleone, Chanoine régulier de Saint Frigdien (1202-1230) - Pietro de L'Aquila, OSB (1294-1298) - Teodorico Ranieri (ou Thierry) (1298-1299) - Raymond de Canillac, (1350-1361) - Guy de Malesec (ou Maillesec) (1375-1384) - Cosma Gentile Migliorati (ou Cosimo) (1389-1404), futur pape Innocent VII - Giovanni Migliorati (1405-1410) - Francesco Lando (1411-1424) - Niccolò Albergati, O. Cart (1426-1433) - Domenico Capranica (1444-1458) - Angelo Capranica (1460-1472) - Pedro González de Mendoza (1478-1495) - Bernardino López de Carvajal (1495-1507); in commendam (1507-1511) - Antonio Maria Ciocchi del Monte, in commendam (1511-1527) - Francisco de los Ángeles Quiñones (1527-1540) - Marcello Cervini (1540-1555), futur pape Marcel II - Bartolomé de la Cueva de Albuquerque (1555-1562) - Gianantonio Capizzuchi (1562-1565) - Francisco Pacheco de Toledo (1565-1579) - Albert d'Autriche (1580-1598) - Francisco de Ávila (1599-1606) - Ascanio Colonna (1606) - Antonio Zapata y Cisneros (1606-1616) - Gaspar de Borja y Velasco (ou Borgia) (1616-1630) - Baltasar Moscoso y Sandoval (1630-1665) - Alfonso Litta (1666-1679) | - Johann Eberhard Nidhard, SJ (1679-1681) - Decio Azzolino juniore (1681-1683) - Pedro de Salazar Gutiérrez de Toledo (1689-1706) - Ulisse Giuseppe Gozzadini (1709-1728) - Prospero Lambertini (1728-1740) - Giuseppe Firrao (1740-1744) - Gioacchino Besozzi, O. Cist (1744-1755) - Luca Melchiore Tempi (1757-1762) - Ludovico Valenti (1762-1763) - Niccolò Serra (1766-1767) - Antonio Eugenio Visconti (1775-1788) - František de Paula Hrzán z Harras (1788-1804) - Alessandro Malvassia (1816-1819) - Giacinto Placido Zurla, OSB Cam. (1823-1834) - Alessandro Giustiniani (1834-1843) - Antonio Maria Cagiano de Azevedo (1844-1854) - Ján Krstitel Scitovszky (1854-1866) - Raffaele Monaco La Valletta (1868-1884) - Lucido Maria Parocchi (1884-1889) - Pierre-Lambert Goossens (1889-1906) - Benedetto Lorenzelli (1907-1915) - Willem Marinus van Rossum, C.SS.R (1915-1932) - Pietro Fumasoni Biondi (1933-1960) - Giuseppe Antonio Ferretto (1961) - Efrem Forni (1962-1976) - Victor Razafimahatratra, SJ (1976-1993) - Miloslav Vlk (1994-2017) - Juan José Omella (2017-) |

## Sources
- (it) Cet article est partiellement ou en totalité issu de l’article de Wikipédia en italien intitulé « Santa Croce in Gerusalemme (titolo cardinalizio) » (voir la liste des auteurs).